# Frédéric Rubwejanga
Frédéric Rubwejanga (* 1931 in Nyabinyenga) ist ein ruandischer Geistlicher und emeritierter römisch-katholischer Bischof von Kibungo.

## Leben
Frédéric Rubwejanga empfing am 20. September 1959 die Priesterweihe.
Papst Johannes Paul II. ernannte ihn am 30. März 1992 zum Bischof von Kibungo. Der Kardinalpräfekt der Kongregation für die Evangelisierung der Völker, Jozef Tomko, spendete ihm am 5. Juli desselben Jahres die Bischofsweihe; Mitkonsekratoren waren Vincent Nsengiyumva, Erzbischof von Kigali, und Joseph Sibomana, emeritierter Bischof von Kibungo.
Am 28. August 2007 nahm Papst Benedikt XVI. sein altersbedingtes Rücktrittsgesuch an.